# Polsko-Ukraiński Batalion Sił Pokojowych

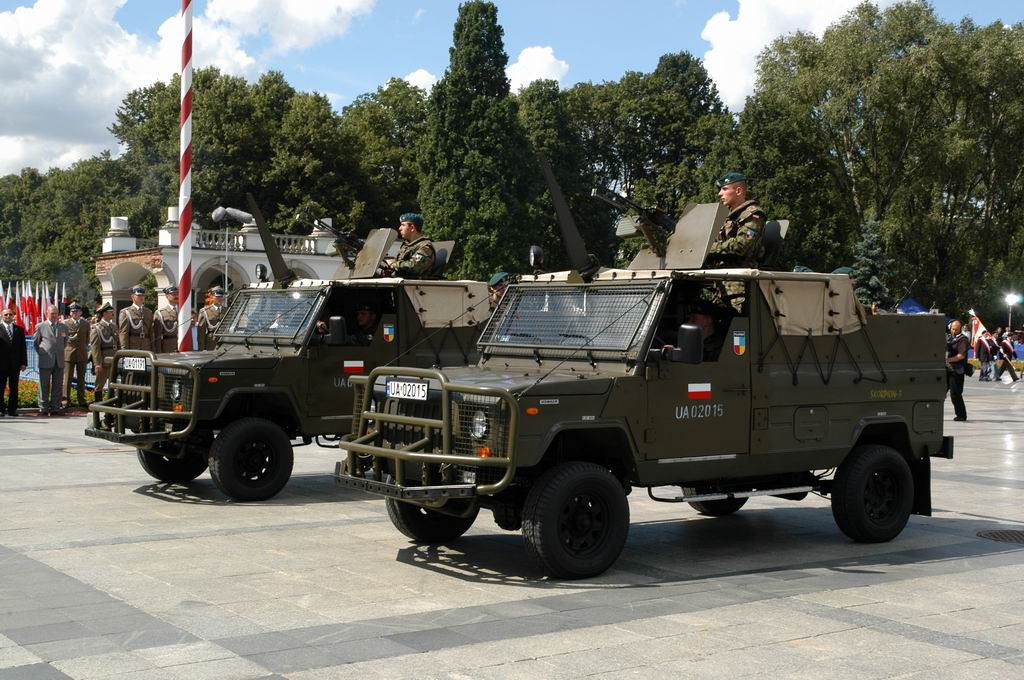
Pojazdy Skorpion-3 batalionu w 2006

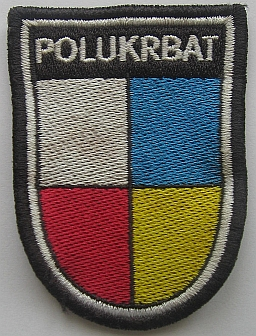
Naszywka / oznaka rozpoznawcza
– wariant polski

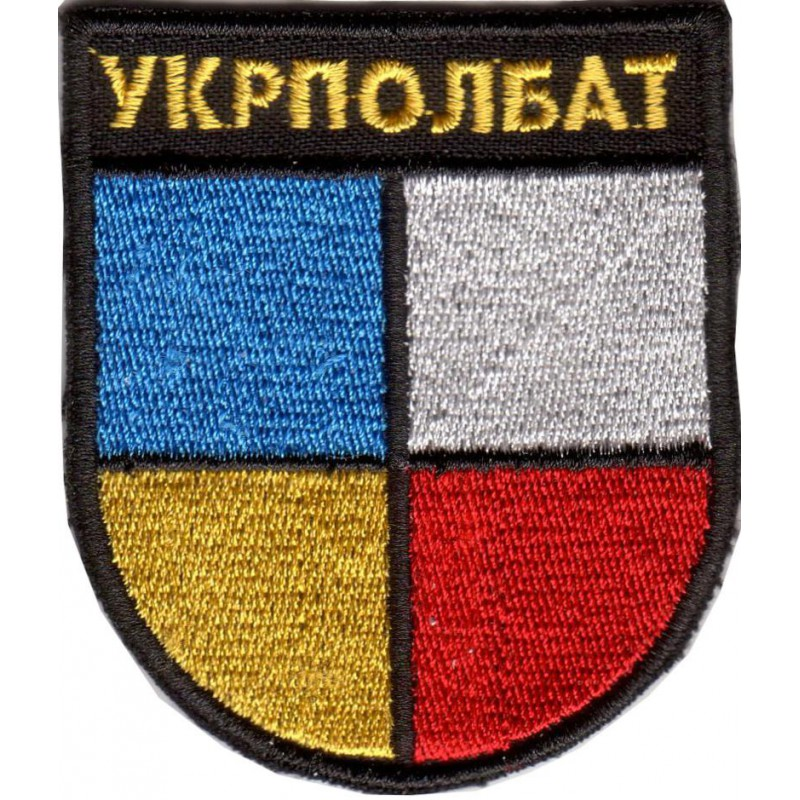
Naszywka / oznaka rozpoznawcza
– wariant ukraiński

Naszywka KFOR

Polsko-Ukraiński Batalion Sił Pokojowych, POLUKRBAT (ukr. Українсько-польський миротворчий батальйон, УКРПОЛБАТ) – wielonarodowy batalion, składający się z kontyngentów wystawionych przez Polskę, Ukrainę i Litwę (do 2009). W latach 2000–2010 pełnił służbę w Kosowie w ramach NATO-wskiego KFOR-u.

## Historia
Pierwsze pomysły dotyczące wspólnej polsko-ukraińskiej formacji wojskowej powstały w 1995. W ciągu trzech kolejnych lat przeprowadzano wspólne ćwiczenia i przy wsparciu Stanów Zjednoczonych, tworzono sztab. Oficjalnie ponad 700-osobowy POLUKRBAT sformowano 21 marca 1998. Batalion powstał z jednostek polskiej 14 Brygady Pancernej i ukraińskiego 310 Pułku Zmechanizowanego, jego oficjalnym językiem był jednak angielski. W 1999 uzyskał pełną gotowość operacyjną i rok później wziął udział w swojej pierwszej misji.
W 2010 batalion został zlikwidowany, a jego polscy żołnierze wraz z żołnierzami 14 Batalionu Zmechanizowanego utworzyli 5 Batalion Strzelców Podhalańskich podległy 21 Brygadzie Strzelców Podhalańskich.

### KFOR
W lipcu 2000 POLUKRBAT przejął odpowiedzialność za południową strefę odpowiedzialności terenu kontrolowanego przez Multinational Brigade East (Wielonarodową Brygadę Wschód, przemianowaną w 2005 na Multinational Task Force East – Wielonarodowe Siły Zadaniowe Wschód), zastępując POLBAT. Batalion liczył wówczas: 300 Polaków, 288 Ukraińców i 30 Litwinów, włączonych do POLUKRBAT na czas misji kosowskiej – łącznie ponad 600 żołnierzy w 6 kompaniach.
W maju 2007 roku POLUKRBAT na jeden miesiąc wydzielił na północ Kosowa polską kompanię zmotoryzowaną, która wraz z oddziałami amerykańskimi i czeskimi tworzyła Task Force Ibar (Siły Zadaniowe Ibar). Jednostka podlegała francuskim Multinational Task Force North (Wielonarodowym Siłom Zadaniowym Północ).
W związku z restrukturyzacją i redukcją KFOR, w 2009 POLUKRBAT liczył 320 Polaków i 179 Ukraińców, w większości stacjonujących w Camp Bondsteel przy Uroševacu (Camp White Eagle przy Kačaniku, gdzie zakwaterowani byli polscy żołnierze, opuszczono w 2006). Rok później, po kolejnych zmianach w siłach pokojowych, POLUKRBAT wycofano i zastąpiono dwiema kompaniami: polską i ukraińską.

## Zadania
Batalion może być użyty tylko w misjach ONZ lub innych organizacji prowadzonych za zgodą Rady Bezpieczeństwa. Wówczas w ciągu 30 dni od decyzji ma być gotowy do podjęcia działań.
Kosowskie zadania POLUKRBAT-u:
- zapewnienie bezpieczeństwa ludności zamieszkującej dany obszar, przedstawicielom organizacji międzynarodowych, humanitarnych oraz innym cywilom
- kontrolowanie strategicznych obiektów (dróg, mostów, przejść granicznych)
- patrolowanie wyznaczonej strefy

## Struktura
Struktura jednostki według ustaleń z 1996:
- Dowództwo i sztab POLUKRBAT
  -  1 kompania zmechanizowana
  -  2 kompania zmechanizowana
  -  3 kompania zmechanizowana
  -  4 kompania zmechanizowana
  -   kompania dowodzenia
  -   kompania wojsk specjalnych
  -   kompania zabezpieczenia

Struktura POLUKRBAT-u w Kosowie:
| Państwo          | Kompania             | Kompania                | Uwagi                |
| Państwo          | nazwa ang.           | nazwa pol.              | Uwagi                |
| ---------------- | -------------------- | ----------------------- | -------------------- |
| Polska · Litwa   | Task Force Fox       | Siły Zadaniowe Lis      | od 2009 bez          |
| Polska           | Task Force Hawk      | Siły Zadaniowe Jastrząb |                      |
| Ukraina          | Task Force Lion      | Siły Zadaniowe Lew      |                      |
| Ukraina          | Task Force Tiger     | Siły Zadaniowe Tygrys   | do 2006              |
| Polska · Ukraina | Kompania Dowodzenia  | Kompania Dowodzenia     | Kompania Dowodzenia  |
| Polska · Ukraina | Kompania Logistyczna | Kompania Logistyczna    | Kompania Logistyczna |

## Dowódcy
Dowódcą POLUKRBAT-u w Kosowie zawsze był dowódca polskiego kontyngentu, jego zastępcą był dowódca kontyngentu ukraińskiego. Sztab składa się z oficerów obu nacji.
- 2000 – 2001 – ppłk Bogdan Tworkowski
- 2001 – 2002 – ppłk Andrzej Matuszyk
- 2002 – 2003 – ppłk Wojciech Marchwica
- 2003 – 2004 – ppłk Piotr Sadowski
- 2004 – 2005 – ppłk Ryszard Wróbel
- 2005 – ppłk Ryszard Wróbel
- 2005 – 2006 – ppłk Jerzy Mizgała
- 2006 – ppłk Jerzy Mizgała
- 2006 – 2007 – ppłk Paweł Warda
- 2007 – ppłk Zenon Ząbek
- 2007 – 2008 – ppłk Zenon Brzuszko
- 2008 – ppłk Andrzej Szkutnik
- 2008 – 2009 – ppłk Andrzej Niemiec
- 2009 – ppłk Mariusz Gałęziowski
- 2009 – 2010 – ppłk Cezary Pacewicz